# Памятник Николаю II (Сочи)
Па́мятник Никола́ю II Страстоте́рпцу — памятник российскому императору Николаю II, расположенный в историческом центре города Сочи.

## Расположение
Находится в центральном районе города Сочи по улице Москвина на территории собора Михаила Архангела.

## Инициатива создания памятника
Идею установить в городе-курорте монумент Николаю II активно поддержала Русская Православная Церковь. Автором памятника является сочинский архитектор Владимир Зеленко.

## Архитектурная композиция
Памятник представляет собой гранитный постамент на который установлен бюст императора, выполненный из бронзы. Над бюстом возвышается арка из красного гранита, увенчанная крестом. На постаменте памятная табличка с надписью:
Государь Император Николай Александрович Самодержец Российский. Да воскреснет Русь Святая молитвами царственных страстотерпец и новомученик Твоих, Господи, и да расточатся вси врази ея вскоре и от лица ея да бежат вси ненавидящии ю отныне и до века
.
Памятник был открыт в день города 21 ноября 2008 года, позже освящен митрополитом Екатеринодарским и Кубанским Исидором.Недалеко о памятника находится Эллинский спуск, Навагинский форт, Памятник Петру и Февронии, Каменный якорь.